# حب نمره
حب نمره (به عربی: حب نمرة) یک روستا در سوریه است که در استان حمص واقع شده‌است. حب نمره ۲٬۱۱۰ نفر جمعیت دارد.